# Blanka Říhová
Blanka Říhová (* 21. října 1942 Praha) je česká vědkyně, imunoložka specializující se na výzkum směrovaných léčiv v rámci terapie nádorových onemocnění, mikrobioložka a bývalá ředitelka Mikrobiologického ústavu Akademie věd České republiky. Pro funkční období 2018–2020 se stala předsedkyní Učené společnosti České republiky.

## Kariéra
V roce 1964 absolvovala Přírodovědeckou fakultu Univerzity Karlovy v Praze, kde od roku 1994 působí externě na Katedře fyziologie a vývojové biologie. Titul doktor přírodních věd (RNDr.) získala na stejné fakultě v roce 1966. 2. prosince 1969 pak obhájila kandidátskou práci na Mikrobiologickém ústavu Československé akademie věd (CSc.), a tamtéž roku 1983 získala titul doktorky věd (DrSc.). O deset let později podstoupila habilitační řízení v oboru imunologie (docentka) a v roce 2001 završila jmenovací řízení pro stejný obor na Univerzitě Karlově (profesorka).
V roce 1964 nastoupila do Mikrobiologického ústavu Československé akademie věd v Praze, v němž působí do současnosti. Zastávala zde několik řídících funkcí – vedoucí vědecká pracovnice (od roku 1990), vedoucí Laboratoře humorální imunity (1990–2006), ředitelka ústavu (2000–2007), zástupkyně ředitelky ústavu (2007–2009) a od roku 2007 pracuje jako vedoucí Sektoru imunologie a gnotobiologie.
Jejím profesním zaměřením je vedle imunologie především genetika, experimentální onkologie, toxikologie a lékařská biochemie. Hodnota Hirschova indexu k roku 2009 činila 26.
První pracovní pobyt ve Spojených státech uskutečnila v roce 1985, kde přednášela v Seattlu, Salt Lake City, Oklahoma City, Washingtonu, D.C. a New Yorku. Podruhé strávila v USA půl roku v roce 1987, když pracovala na University of Utah na pozvání profesora Jindřicha Kopečka. Po sametové revoluci, v únoru 1990, odjela na toto pracoviště opět. Od roku 2000 zde působí ve funkci hostující profesorky farmacie a farmaceutické chemie. V roce 1994 přednášela také na Univerzitě Paris-Nord ve Francii.

## Členství v organizacích
Působila jako předsedkyně České imunologické společnosti, v letech 1994 až 2000 zasedala v Akademické radě Akademie věd ČR, v období 2004 až 2007 byla místopředsedkyní Učené společnosti České republiky, v níž byla na období 2018–2020 zvolena za předsedkyni. Jako interní člen je nebo byla přítomna v několika vědeckých radách (např. Ministerstva zdravotnictví ČR, Univerzity Karlovy, Grantové agentury ČR).
další významná členství
- od roku 2005 – Ruská akademie přírodních věd
- od roku 2004 – European Cell Proliferation Society
- od roku 2003 – Schweizerische Ärztegesellschaft für Magnetfeldenerglieregulation und therapie (SAMET)
- od roku 2002 – European Academy of Sciences
- od roku 2001 – American Association for Cancer Research
- od roku 2001 – American Diabetes Association

## Ocenění
Seznam není úplný.

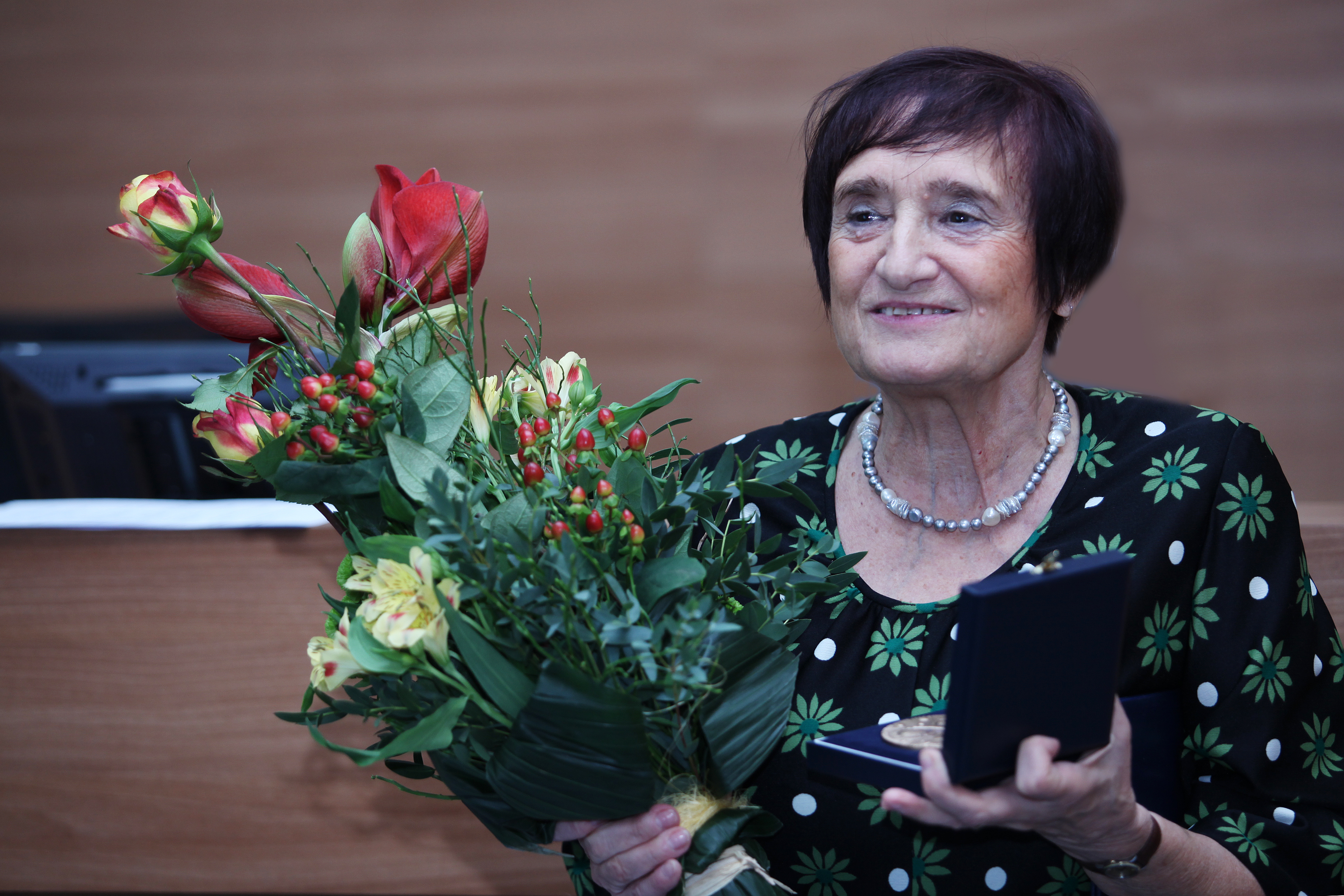
Blanka Říhová s medailí De scientia et humanitate optime meris

- 2013 – Medaile Učené společnosti České republiky[2]
- 2012 – Čestná medaile De scientia et humanitate optime meritis
- 2006 – Medaile Ruské akademie přírodních věd „Za Zásluhy o zdraví lidu“
- 2005 – Medaile Senátu Parlamentu
- 2005 – Česká hlava, Cena Invence za Polymerní léčiva s cytostatickými a imunomodulačními účinky
- 1987 – Medaile ČSAV J. E. Purkyně za dosažené výsledky v biologii